# Depilacja brazylijska

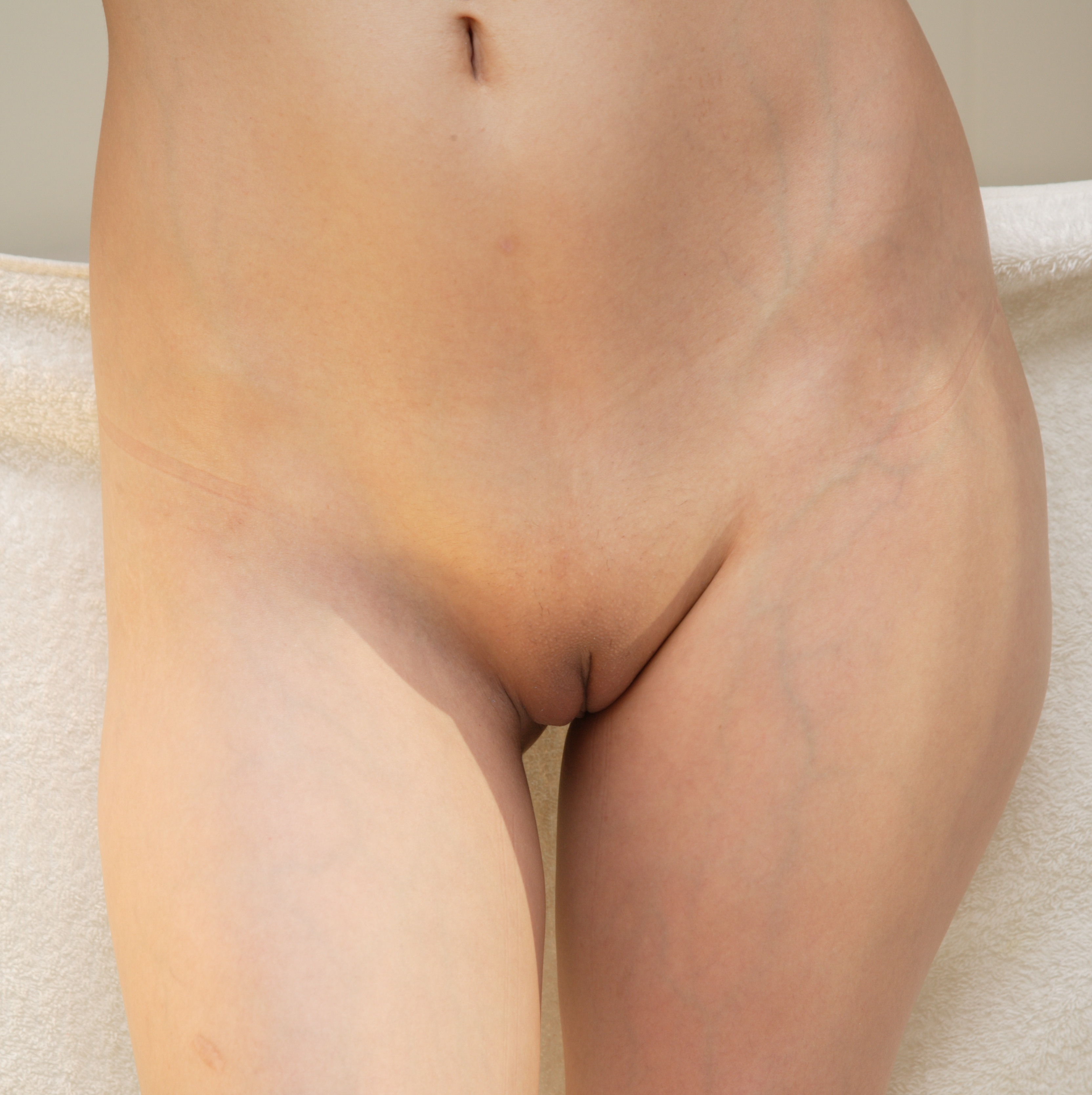
Pełna depilacja brazylijska

Depilacja brazylijska – rodzaj depilacji intymnej obejmujący usunięcie całego owłosienia z łona, pośladków, warg sromowych oraz okolic odbytu. Czasem pozostawia się wąski pasek włosów nad łechtaczką. Taka częściowa depilacja brazylijska nazywana jest też depilacją francuską.
Depilację brazylijską przeprowadza się za pomocą wosku opartego na wosku pszczelim lub pasty cukrowej. Pojedyncze włoski są usuwane na końcu przy użyciu pincety.
W zamierzchłych czasach mieszkanki okolic Morza Śródziemnego (Grecja, Rzym, Egipt, Anatolia, Persja) depilowały owłosienie łonowe. Było to podyktowane względami higienicznymi oraz religijnymi. W kulturach tych narodów jakiekolwiek owłosienie na ciele kobiety było nieakceptowane społecznie. W 1987 roku siedem sióstr pochodzenia brazylijskiego, Jocely, Jonice, Joyce, Janea, Jussara, Juracy i Judseia Padilha, otworzyło w Nowym Jorku J. Sisters International Salon, który oferował depilację brazylijską. Zabieg zyskał popularność w Stanach Zjednoczonych w latach 90. XX wieku.
Popularność depilacji brazylijskiej wzrosła wraz z pojawieniem się mody na bikini.